# Tapezierspinnen
Die Tapezierspinnen (Atypidae) sind eine Familie vogelspinnenartiger Spinnen und umfassen 56 Arten, die sich auf drei Gattungen verteilen. In Mitteleuropa sind nur drei Arten der Familie aus der Gattung Atypus heimisch. Sie sind zugleich die einzigen Vertreter der Vogelspinnenartigen in Mitteleuropa. Die heimischen Arten werden 5 bis 12 mm groß, wobei die orthognathen Cheliceren nicht mitgemessen werden und durch ihre Größe auffallen. Die kleinen und kräftigen, dunkelbraunen Tiere sind somit in Mitteleuropa leicht zu erkennen.

## Lebensweise
Tapezierspinnen lauern in Erdröhren, die in tropischen Regenwäldern bis zu 50 cm tief reichen können. Diese Röhre ist mit Seide austapeziert, in die Steinchen und Bodenteilchen eingewebt werden. Die Röhre ist am Ende mit einer Kammer erweitert. Die „Tapete“ geht in den Fangschlauch über, der aus gleichem Material besteht und so gut getarnt einige Zentimeter bis wenige Dezimeter lang auf dem Boden der Umgebung ausgelegt oder auch an Pflanzenteilen befestigt über dem Boden in die Vegetation hineingebaut wird. Die Wohnröhre ist stets umfangreicher und länger als der Fangschlauch, der zwar schwer auszumachen, aber ein gutes Bestimmungsmerkmal der Familie ist.
Sobald Beute über den Fangschlauch stolpert, schnellt die Tapezierspinne innerhalb des Fangschlauches heran und beißt durch ihn hindurch in die Beute. Anschließend wird die betäubte Beute in den Schlauch gezogen und selbiger wieder repariert, bevor die Beute in der Wohnröhre verspeist wird.
Die zur Kolonienbildung neigenden Weibchen können bis zu neun Jahre alt werden und leben meist zeitlebens in ihren Wohnröhren. Umherstreifende Individuen sind meist Männchen oder Jungtiere. Männchen verlassen ihre Behausung, um sich auf die Suche nach paarungsbereiten Weibchen zu machen; die Jungtiere müssen sich neuen Lebensraum erschließen.

## Gattungen

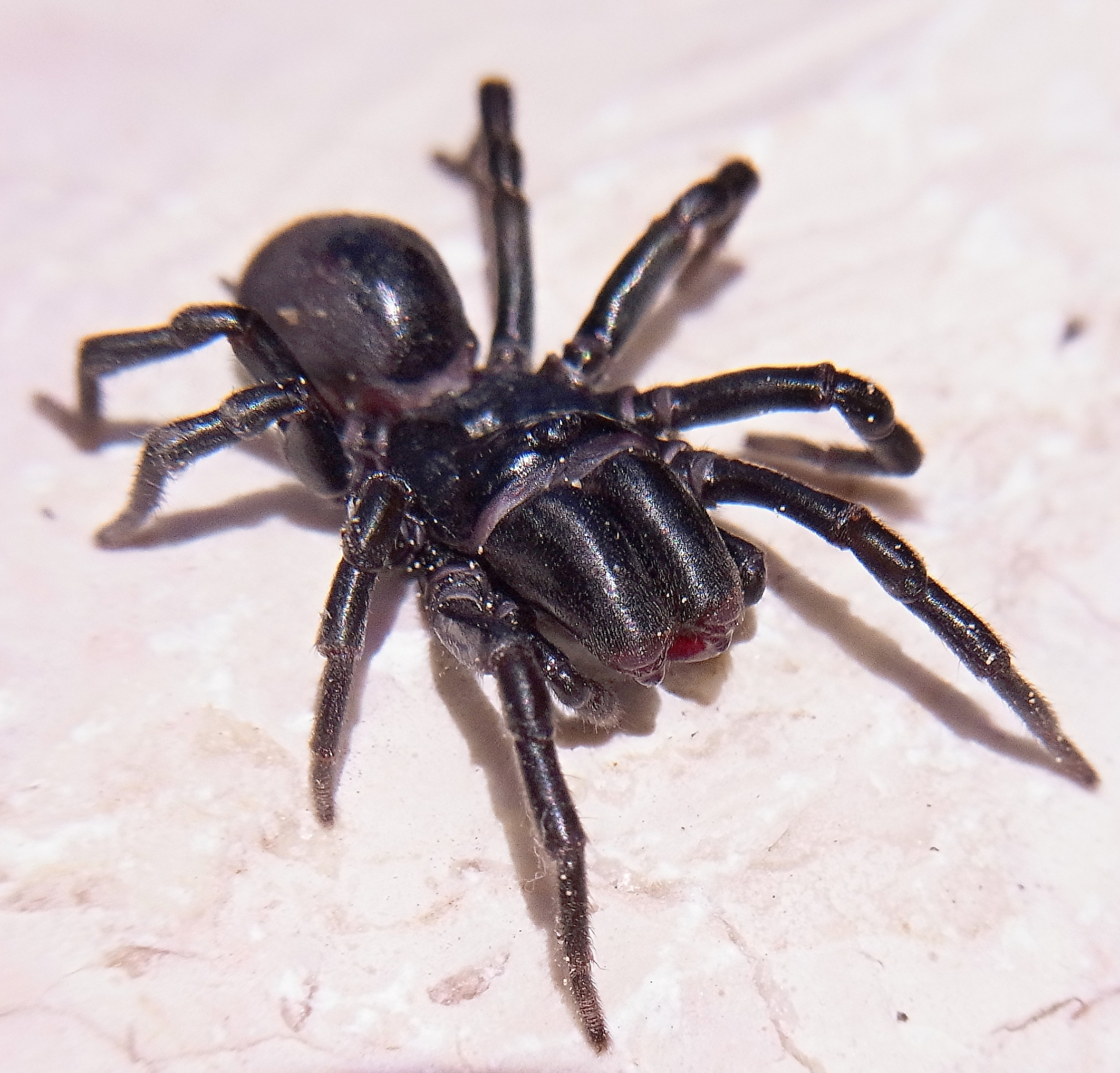
Gemeine Tapezierspinne (Atypus affinis)

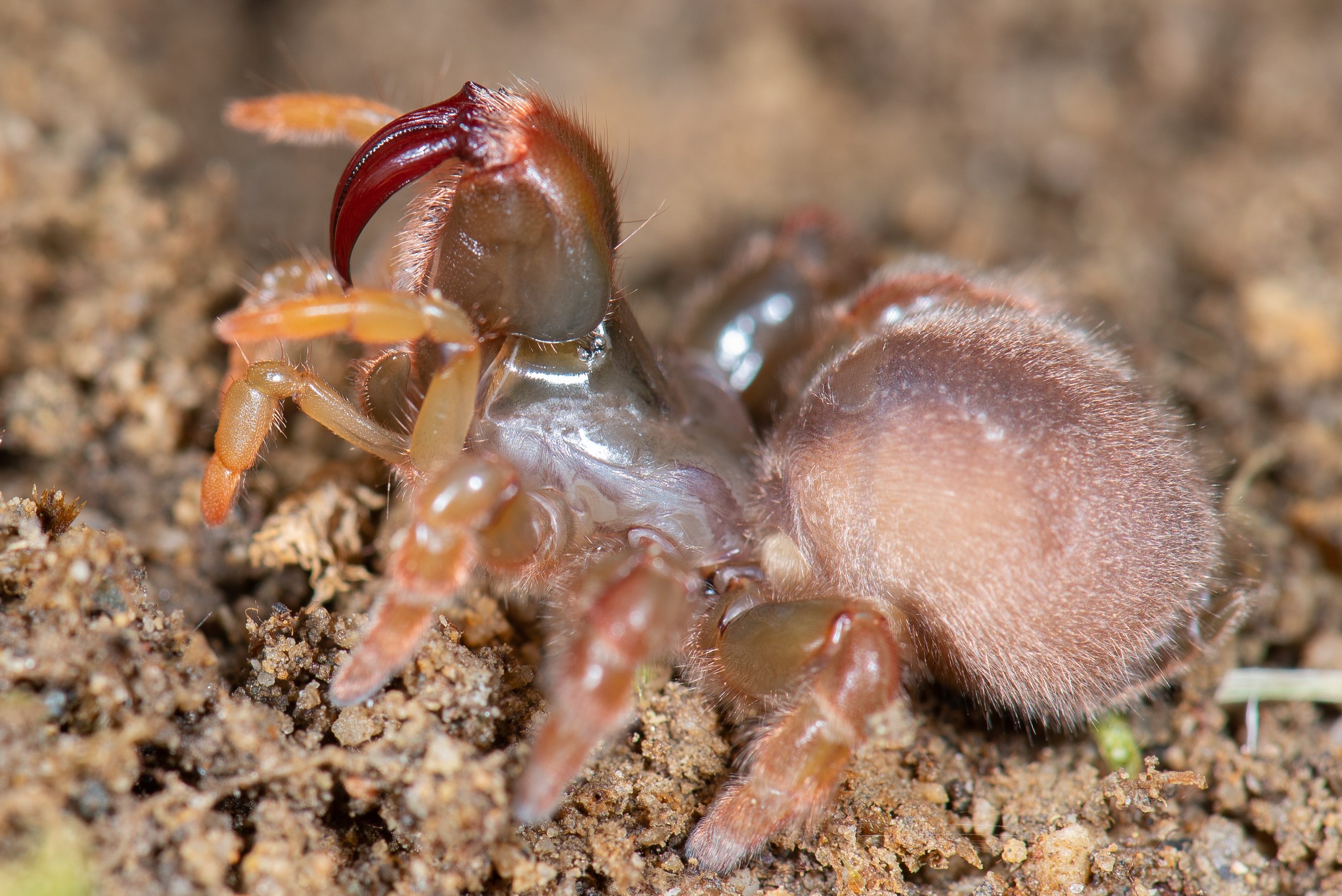
Calommata signata

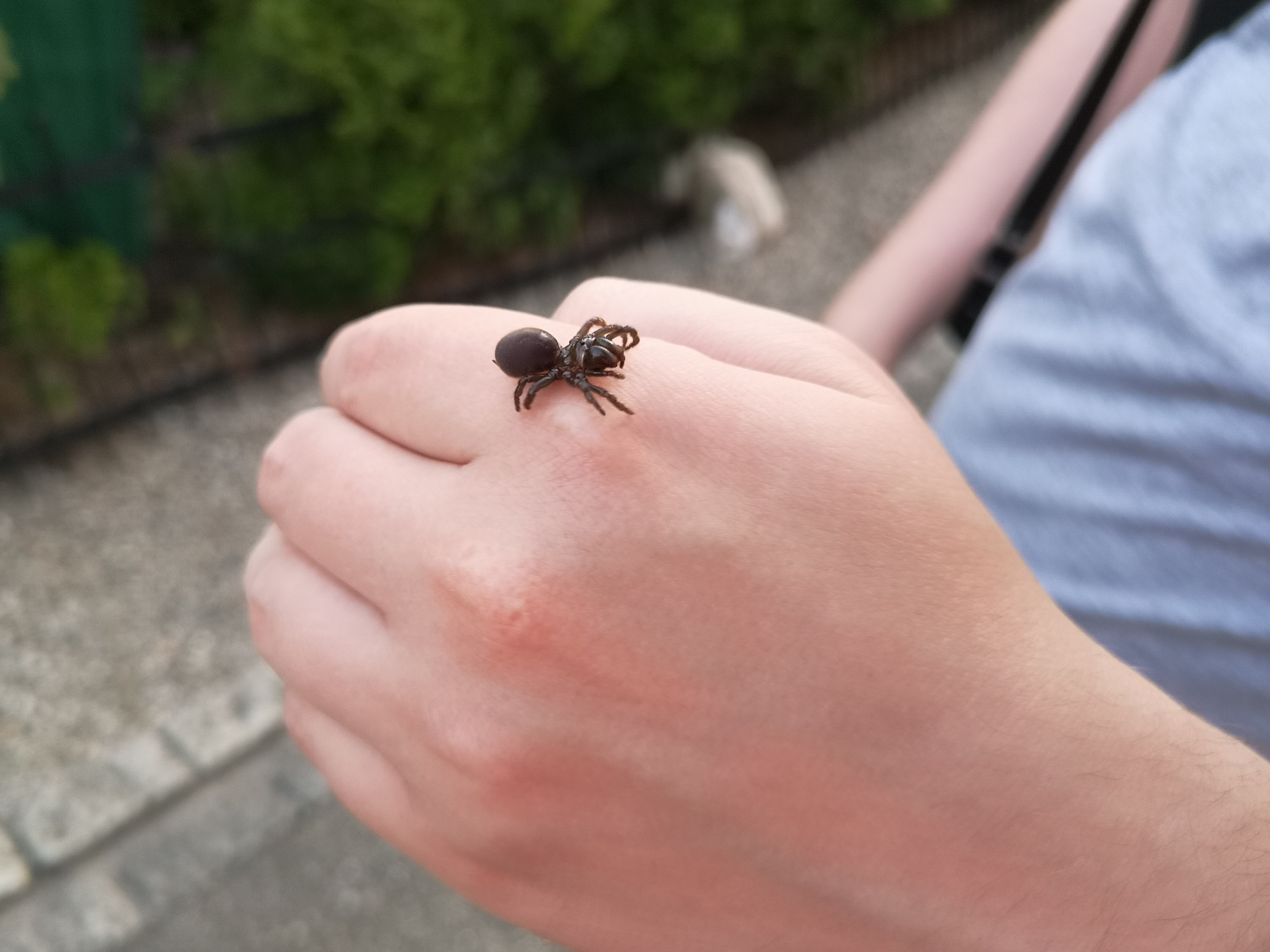
Größenvergleich: Mauertapezierspinne (Atypus muralis) auf einer Hand, Schweiz

Der World Spider Catalog listet für die Tapezierspinnen aktuell 3 Gattungen und 56 Arten. (Stand: August 2024)
- Atypus Latreille, 1804 – verbreitet in: Europa, Asien, Nordafrika, USA
- Calommata Lucas, 1837 – verbreitet in: Afrika, Asien
  - Calommata fulvipes (Lucas, 1835)
  - Calommata hangzhica F. Li & Xu, 2022
  - Calommata jinggangica F. Li & Xu, 2022
  - Calommata megae Fourie, Haddad & Jocqué, 2011
  - Calommata meridionalis Fourie, Haddad & Jocqué, 2011
  - Calommata namibica Fourie, Haddad & Jocqué, 2011
  - Calommata obesa Simon, 1886
  - Calommata pichoni Schenkel, 1963
  - Calommata signata Karsch, 1879
  - Calommata simoni Pocock, 1903
  - Calommata sundaica (Doleschall, 1859)
  - Calommata tamdaoensis Zha, Pham & Li, 2012
  - Calommata tibialis Fourie, Haddad & Jocqué, 2011
  - Calommata transvaalica (Hewitt, 1916)
  - Calommata truculenta (Thorell, 1887)
  - Calommata yuanjiangica F. Li & Xu, 2022
- Sphodros Walckenaer, 1835 – verbreitet in: USA, Mexiko, Kanada
  - Sphodros abboti Walckenaer, 1835
  - Sphodros atlanticus Gertsch & Platnick, 1980
  - Sphodros coylei Gertsch & Platnick, 1980
  - Sphodros fitchi Gertsch & Platnick, 1980
  - Sphodros niger (Hentz, 1842)
  - Sphodros paisano Gertsch & Platnick, 1980
  - Sphodros rufipes (Latreille, 1829)